# Odenhausen (Lumda)
Odenhausen (Lumda) este unul dintre cele șase sate ale comunei Rabenau din districtul Gießen al landului Hessa.

## Istoric

### Evoluția populației
Evoluția populației până în 1970 este următoarea:
- 1577: 31 case
- 1669: 60 de suflete
- 1742: 3 clerici/funcționari, 30 străini, 11 evrei
- 1804: 304 locuitori
- 1830: 370 locuitori protestanți, 8 menoniți, 4 evrei.
- 1834: 415 locuitori
- 1885: 294 locuitori
- 1925: 313 locuitori
- 1939: 318 locuitori
- 1950: 476 locuitori
- 1961: 489 (418 protestanți, 70 romano-catolici) de locuitori. Persoane angajate: 82 în agricultură și silvicultură, 77 în meșteșuguri, 49 în comerț, transporturi și comunicații, 28 în alte servicii.
- 1970: 474 locuitori

## Cultură și atracții turistice

### Biserica din sat

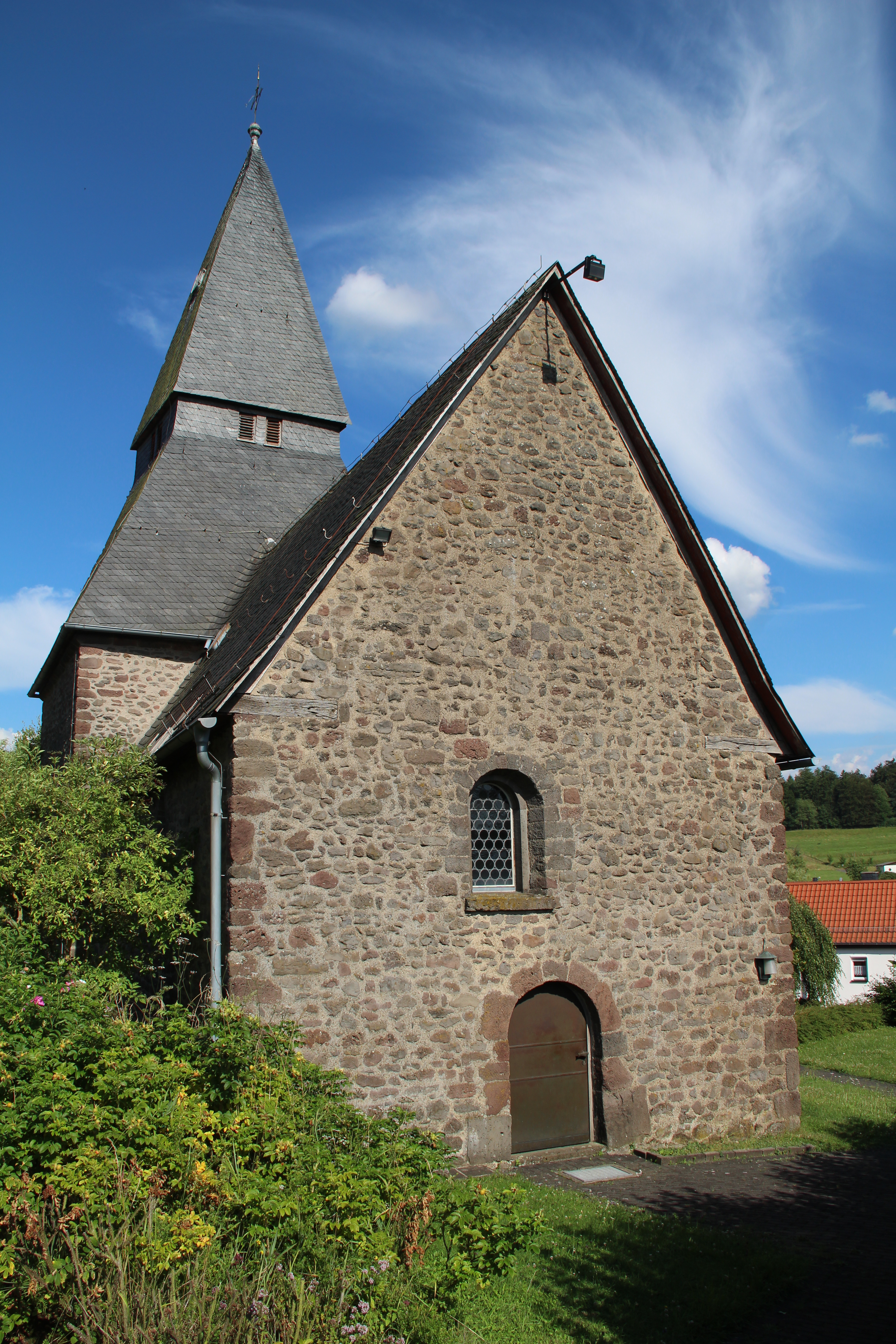
Biserica satului

O clădire remarcabilă este biserica protestantă în stil romanic, cu un turn rectangular în stil gotic timpuriu. Nava este mai îngustă decât turnul și are pereți din zidărie de piatră. În peretele de Nord sunt amplasate oblic niște lespezi de piatră ce datează din secolul al XIII-lea. Prin urmare, nava trebuie să fie mai veche decât turnul. Biserica din Odenhausen  este una dintre cele mai vechi din districtul Gießen. Preotul paroh al parohiei, care include, de asemenea, orașele vecine Rüddingshausen, Weitershain și Geilshausen, este vicedecanul Jörg Gabriel.

### Moșia Odenhausen
Clădirea cu patru etaje din Odenhausen a fost un conac al nobililor Nordeck zur Rabenau. Aceasta este, probabil, cea mai înaltă clădire locuită cu traverse din lemn din landul Hessa.

### Moșia Appenborn
Chiar în afara localității se afla moșia Hofgut Appenborn, unde se afla reședința familiei nobiliare Nordeck zur Rabenau. Acolo există un conac seniorial rural, cu scară  deschis și coloane vechi de stejar, unde a fost invitat odată într-o vară poetul Rainer Maria Rilke. În apropierea conacului a fost o moară.